# Principauté de la Leyen
Pour les articles homonymes, voir von der Leyen.
1805–1815
La principauté de la Leyen est un ancien État allemand de 1805 à 1815. Créé pour le comte de la Leyen lors de la fondation de la confédération du Rhin dans son territoire souverain, le comté de Hohengeroldseck en Souabe, il est dissous lors du congrès de Vienne.

## Histoire
Au congrès de Vienne, le prince de la Leyen, resté fidèle à la France, fut dépossédé de ses États en faveur du grand-duché de Bade.

## Géographie
La principauté se situe au milieu des territoires du grand-duché de Bade. Elle est composée de trois paroisses et de fermes isolées autour de Seelbach.

## Contribution à la Grande Armée
Comme tous les États de la confédération du Rhin, la principauté de Leyen se voit fixer un contingent militaire à mettre sur pied. Les 29 soldats de la principauté sont intégrés aux deux régiments d'infanterie du duché de Nassau.

## Liste des princes de la Leyen
- 12 juillet 1806-23 novembre 1829 François-Philippe, prince régnant jusqu'en 1815, puis prince titulaire
- 23 novembre 1829-17 mai 1879 Erwein Ier, son fils
- 17 mai 1879-24 juillet 1882 Philipp II, son fils
- 24 juillet 1882-18 septembre 1938 Erwein II, son fils
- 18 septembre 1938-18 septembre 1970 Erwein III, son fils
- 18 septembre 1970-9 septembre 1971 Ferdinand, son frère, refuse cependant de porter le titre.
- Depuis le 9 septembre 1971 Philipp-Erwein Ier, petit-fils de Erwein III